# Тёмные силы
«Тёмные силы» (англ. The Dark) — фильм ужасов 2005 года режиссёра Джона Фоусета. Премьера фильма состоялась 12 мая 2005 года. Фильм снят по роману Саймона Магинна «Овцы».

## Сюжет
Адель и дочь Сара переезжают в Уэльс к отцу Сары Джеймсу, который поселился вдали от городской суеты недалеко от моря. Дом, в котором теперь проживает воссоединившееся семейство, имеет тесную связь с ранее совершённой в этой местности трагедией. Некогда здесь члены небольшой секты с идеологией, основанной на кельтской мифологии, совершили массовое самоубийство, сбросившись со скалы на прибрежные камни. Сделали они это для того, чтобы попасть в Аннун — потусторонний мир. Вскоре в доме, а также с новыми жильцами начинают происходить странные события.

## В ролях
| Актёр         | Роль           |
| ------------- | -------------- |
| Шон Бин       | Джеймс         |
| Мария Белло   | Адель          |
| Морис Роевз   | Дафидд         |
| Софи Стаки    | Сара           |
| Эбигейл Стоун | Эбриль         |
| Каспер Харви  | молодой Дафидд |

## Отличия от романа
В отличие от романа, в фильме у главных героев дочь, а не сын.

## Факты
- Съёмки фильма осуществлялись на острове Мэн.